# Rymcerze
Rymcerze (pisownia stylizowana RYMcerze) – polski zespół muzyczny wykonujący hip-hop. Zespół prowadzi projekt profilaktyczny Nie Zmarnuj Swojego Życia. Współpracowali m.in. z takimi wykonawcami jak Zeus, Tallib, Tau, Mateusz Krautwurst i amerykańską grupą wykonująca nu-metal - P.O.D.

## Historia
Duet tworzą od 2007 roku raperzy Bęsiu (wł. Łukasz Bęś) i DJ Yonas (wł. Jonatan Blank). Grupa nagrała wspólnie sześć albumów studyjnych i jedną EP.
Pierwsza płyta Kto Jest Królem została wydana w roku 2009 w Londynie. Na płycie wystąpili gościnnie Dwayne Tryumf, beatboxer Zgas oraz muzycy nurtu chrześcijański hip-hop Arci, Allen i Yuro. Na skrzypcach zagrała Katarzyna Skrzypiec, a na basie, pianinie i organach Hammonda Paweł Mozart Chamiel. Druga płyta Zero Strachu wyszła w 2010 w Londynie. Gościnnie pojawił się były członek zespołu hiphopowego Three Six Mafia Mr. Del.
Najnowsza płyta Nie Zmarnuj Swojego Życia ukazała się 17 listopada 2017 roku. Album znalazł się na 4 miejscu listy OLiS. Płytę zainspirowały historie uczniów, które raperzy poznali realizując projekt profilaktyczny o tej samej nazwie. Gościnnie na albumie wystąpili m.in. Zeus, Tau, Tallib, Mateusz Krautwurst oraz grupa nu-metalowa P.O.D. ze Stanów Zjednoczonych.
RYMcerze występują na festiwalach i w klubach muzycznych. W ramach projektu profilaktycznego grają również w szkołach, domach dziecka, ośrodkach poprawczych, a także dla osadzonych w więzieniach.
Muzyka RYMcerzy bazuje na użyciu instrumentów i współpracy z profesjonalnymi muzykami. Korzystają m.in. z gitar elektrycznych, akustycznych, wiolonczel, skrzypiec i instrumentów etnicznych takich jak cymbały i rogi góralskie.
W opinii wydawcy Antidotum Records połączenie elektroniki, wstawek rockowych, charakterystycznych bitów oraz epiki i słowiańskiego akcentu nadaje ich muzyce oryginalnego stylu. Wydawca określa go na granicy estetyk crunk, hip-hop, crunk crock, club, folk i film music.
RYMcerze współpracują z wydawnictwem Antidotum Records. Zagrali przeszło 450 koncertów w Polsce i za granicą (m.in. w USA i Wielkiej Brytanii). Współpracują z DJ-ami: Jazzovah, Anteek, Wake Up i VJ-em Lamirem.
Obaj raperzy prowadzą też karierę solową.

## Dyskografia
Grupa nagrała wspólnie sześć albumów studyjnych i jedną EP.
- Kto Jest Królem? (2009, 20/20 RMC Records w Londynie)
- Zero Strachu (2010, 20/20 RMC Records w Londynie; Malokai)
- Run This Town - Anthem (EP, 2011)
- Mixtape 7 (2011)
- Bóg Ponad Hajs? (2013)
- Rymcerze
- Nie Zmarnuj Swojego Życia (2017, Antidotum Records)[1][3]

## Teledyski
Zespół nagrał pięć profesjonalnych teledysków, które promowały najnowszy album grupy. W teledysku do utworu Lazy Monster feat. Zeus, pojawili się znani youtuberzy: Ravgor, Cyber Marian i ekipa MaturaToBzdura.TV. W teledysku Za wasze błędy, w głównej roli pojawił się aktor filmowy i teatralny Marcin Kwaśny. Wideoklip do utworu Więcej Miłości został nakręcony w Warszawie i w Nowym Jorku. W ujęciach nakręconych w USA pojawia się lider amerykańskiego zespołu P.O.D.. Utwory Nie zmarnuj swojego życia i Więcej miłości (ft. P.O.D.) wyemitowano na kanałach TVP1, TVP2, TVN i Telewizja Republika.

## Nie Zmarnuj Swojego Życia
W 2013 r. RYMcerze zainicjowali projekt Nie Zmarnuj Swojego Życia. Honorowymi patronami projektu są Rzecznik Praw Dziecka i Ministerstwo Sprawiedliwości. Jego celami są: zachęcanie młodzieży w wieku szkolnym (od 13 do 19 lat) do rozwijania swoich pasji i talentów; promocja zdrowego stylu życia i wartości chrześcijańskich; profilaktyka uzależnień realizowana poprzez przestrzeganie przed próbowaniem używek (papierosów, alkoholu, narkotyków, dopalaczy), które mogą prowadzić do utraty zdrowia i życia oraz są przyczyną wzrostu przestępczości; pogłębianie wiedzy i świadomości kadry nauczycielskiej dot. używek. Projekt zachęca uczniów do angażowania się w akcje prospołeczne, takie jak wolontariat.
W ramach projektu raperzy spotykają się z młodzieżą zebraną na sali gimnastycznej lub auli, i w czasie dwóch godzin lekcyjnych opowiadają o swoich doświadczeniach życiowych, w tym o swojej walce z nałogami. Wartości te są zawarte także w ich utworach, również prezentowanych na spotkaniach. W czasie spotkań raperzy zachęcają młodzież do spróbowania swoich sił w konkursie freestyle, a nauczyciele otrzymują konspekty lekcji kontynuujących tematykę projektu.
Projekt Nie Zmarnuj Swojego Życia jest wspierany przez grupę ambasadorów, do których należą Maciej Musiał, Tomasz Adamek, Jerzy Dudek, Marcin Kwaśny, Dominika Figurska i wokalista P.O.D. Sonny Sandoval. Jego przesłanie było promowane było w programach Dzień dobry TVN; Pytanie na śniadanie w TVP2; Dzień dobry, Polsko! TVP1 oraz w stacji Telewizji Republika i rozgłośniach radiowych Radio Warszawa, Polskie Radio i innych.
Do 2018 roku projekt zrealizowano w ponad 800 szkołach w Polsce, a także najliczniejszych skupiskach Polonii w USA, Kanadzie, Belgii, Francji i Wielkiej Brytanii. Jego przesłanie dotarło do przeszło 385 tysięcy uczniów. Na lata 2019-2023 zaplanowano 500 kolejnych spotkań.